# Гейко, Николай Николаевич
Николай Николаевич Гейко (22 мая 1960 года, Помошная, Кировоградская область — 13 мая 2009 года, Москва) — советский и российский актёр, кинорежиссёр и сценарист.

## Биография
Родился в г. Помошная Украинской ССР (Кировоградская область). В 1975 году, после восьмилетки, поступил на кукольное отделение Днепропетровского театрального училища. Одновременно с учёбой подрабатывал в театре кукол, отлично пел (его вокал вела Альбина Васильевна Науменко, ныне — заведующая музыкальным отделом театрально-художественного колледжа).
После окончания в 1979 году Днепропетровского училища по рекомендации преподавателей поехал в Ленинград, где поступил в институт театра, музыки и кинематографии, на отделение режиссёра театра, окончив его в 1984 году. В 1986—1987 годах работал режиссёром театра кукол в Иваново и Смоленске.
С 1987 по 1989 обучался на высших кинорежиссёрских курсах при Госкино СССР (мастерская Ролана Быкова), Москва.
Последние годы жил и работал в Чехии.
Скончался от рака 13 мая 2009 года в Москве. Похоронен на своей родине в городе Помошная.

## Фильмография

### Актёр
- 1989 — Утоли мои печали — однокурсник Коля
- 1990 — Здравия желаю! или Бешеный дембель — бешеный дембель Замотаев
- 1990 — Солдатская сказка — Микола
- 1991 — Мементо мори — Степан, отец Сеньки
- 1993 — Пленники удачи — член банды провинциального городка
- 1996 — Коля — советский солдат
- 2002 — Письма к Эльзе — кукольник Коля
- 2008 — От любви до кохання — отец Антонова

### Режиссёр
- 1991 — Мементо мори
- 1998 — Немцы на Урале / Nemci za Uralem
- 2005 — Херувим
- 2008 — От любви до кохання
- 2008 — Мины в фарватере
- 2010 — Черчилль

### Сценарист
- 2006 — Карамболь

## Призы и награды
- Приз за лучшую мужскую роль на кинофестивале «ДЕБЮТ» 1989 г. в фильме «Солдатская сказка».
- Приз за лучшую режиссуру на кинофестивале « ДЕБЮТ» 1992 г., фильм «Мементо мори»
- Спецприз жюри за лучший актёрский ансамбль к/ф «Созвездие-93», фильм «Мементо мори»